# Steuer Revue / Revue fiscale
Die Steuer Revue ist eine Fachzeitschrift zum Thema Steuern. Sie erscheint 11 Mal jährlich als Printausgabe und ist darüber hinaus auch elektronisch verfügbar. Die Beiträge sind meist in deutscher Sprache, die Zeitschrift gilt jedoch als zweisprachig (Deutsch und Französisch). Die Steuer Revue spricht primär Schweizer Steuerexperten und Treuhänder an und weist eine praxisorientierte Ausrichtung auf.
Gegründet wurde die Steuer Revue 1946 von Ernst Aeberli. Die inhaltliche Verantwortung trug von 1998 bis 2019 Wolfgang Maute. Seit 2020 liegt die inhaltliche Verantwortung bei Andrea Opel (Chefredaktorin) und Stefan Oesterhelt (Stellvertretender Chefredaktor). Die Redaktion wird ergänzt durch Fabian Baumer (ESTV) und Sirgit Meier (Steuerverwaltung Bern). Die Steuer Revue ist nach Eigenangaben die grösste unabhängige Fachzeitschrift auf dem Fachgebiet Steuerrecht in der Schweiz.